# Planitiae di 4 Vesta
Segue una lista delle planitiae presenti sulla superficie di 4 Vesta. La nomenclatura di 4 Vesta è regolata dall'Unione Astronomica Internazionale; la lista contiene solo formazioni esogeologiche ufficialmente riconosciute da tale istituzione.
Le planitiae di Vesta portano i nomi di festività romane o luoghi associati alle vestali.
Sono tutte state identificate durante la missione della sonda Dawn, l'unica ad avere finora raggiunto Vesta.

## Prospetto
| Planitia         | Eponimo                                                                          | Latitudine | Longitudine | Diametro  |
| ---------------- | -------------------------------------------------------------------------------- | ---------- | ----------- | --------- |
| Feralia Planitia | Feralia - Festività dell'antica Roma dedicata ai morti celebrata il 21 febbraio. | 3,03° N    | 101,71° E   | 270,27 km |